# Quinolizidina
Quinolizidina con fórmula química C9H17N (norlupinane, octahydro-2H-quinolizine) es un compuesto heterocíclico que contiene nitrógeno. Algunos alcaloides (por ejemplo, citisina y esparteína ) son derivados de quinolizidina.

## Alcaloides quinolizidínicos
Los alcaloides quinolizidínicos, como la nufarina y compuestos relacionados, se pueden encontrar en Nymphaea lotus y otras especies en la familia Nymphaeaceae.
Los alcaloides quinolizidínicos también se encuentran en las legumbres.